# 유은 (874년)
남해양왕 유은(南海襄王 劉隱, 874년 ~ 911년 4월 4일(음력 3월 3일))은 당나라 말기 ~ 후량의 군벌로, 절도사로서 청해군(淸海軍, 본부는 지금의 광동성 광주시에 두었다)을 통제하였다. 훗날, 그의 동생 유암(훗날의 유엄)이 남한을 세울 수 있었던 것은 그의 통치를 기반으로 삼았기에 가능한 것이었다. 유암이 남한을 세우고 황제로 즉위한 후에는 열종(烈宗) 양황제(襄皇帝)로 추존되었다.

## 가계
- 아버지：대조(代祖) 성무황제(聖武皇帝) (사후 추존) 유지겸 또는 유겸
- 어머니：무황후(武皇后) (사후 추존) 위(韋)씨 (? ~ 917년 이전) - 영남동도절도사 위주(韋宙)의 딸
  - 본인 : 남해양왕 유은
  - 아우：유태(劉台)
- 계모 : 단(段)씨(? ~ 889년) - 아버지의 측실
  - 아우：고조(高祖) 천황대제(天皇大帝) 유암 → 유엄
- 배우자：불명
  - 딸：증성공주(增城公主) - 대장화국 황제 정인민의 처

## 참고 자료
- 《구오대사》권135.
- 《신오대사》권65.
- 《자치통감》권259・260・261・262・263・265・266・267・268.
- 《십국춘추(十國春秋)》, 권58.

| 전임 서언약 | 청해군 절도사 904년 ~ 911년 | 후임 유암 |

| 전임 불명 | 정해군 절도사 908년 ~ 911년 | 후임 불명 |